# Universal Religion Chapter 7
Universal Religion Chapter 7 é o sétimo álbum da série Universal Religion mixado e compilado pelo DJ trance holandês Armin van Buuren, lançado em setembro de 2013.

## Tracklist

### Live Continuous Mix Parte 1
| "Lakota" (Ilan Bluestone Radio Edit) |

| Alex M.O.R.P.H. andNatalie Gioia |

| Omnia |

| Ronski Speed featuring Lucy Saunders |

| "World Falls Apart" (Jorn van Deynhoven Radio Edit) |

| Eximinds |

| Max Graham |

| Andrew Rayel and Jwaydan |

### Live Continuous Mix Parte 2
| Simon Patterson feat. Lucy Pullin |

| Andrew Rayel and Alexandre Bergheau |

| Dart Rayne and Yura Moonlight and Sarah Lynn |

| "Apprehension" (Aly & Fila Mix) |

| "Airport" (Radio Edit - Armin van Buuren mashup with Shivers) |